# João Manuel de Sousa

Brasão de João Manuel de Souza, Barão de Vila Flor.

João Manuel de Sousa, primeiro e único barão de Vila Flor (Campos dos Goytacazes, 13 de maio de 1819 — São Fidélis, 29 de fevereiro de 1900), foi um fazendeiro e político brasileiro, produtor de cana-de-açúcar e café na região do Norte Fluminense. Exerceu algumas funções públicas, além de receber a patente de coronel da Guarda Nacional.
Filho de Antônio Manuel de Sousa e de D. Teresa Mauricéia de Dinis Gouveia. Casou-se, em 1846, com D. Maria Balbina Chaves de Siqueira, com quem teve uma filha.
Foi proprietário da Fazenda São Benedito, localizada no município de São Fidélis - RJ, que possuía fábrica de açúcar, beneficiamento de café, jornal e banda de música. Foi na Fazenda São Benedito que nasceu a primeira banda de música formada por escravos e descendentes, com incentivo e apoio do barão.

## Títulos nobiliárquicos
Agraciado como cavaleiro da Imperial Ordem da Rosa e fidalgo da casa imperial. Recebeu o título de barão de Vila Flor por decreto de 28 de janeiro de 1871, referendado por João Alfredo Correia de Oliveira.